# Aneurobracon notaulicus
Aneurobracon notaulicus är en stekelart som beskrevs av Van Achterberg 1990. Aneurobracon notaulicus ingår i släktet Aneurobracon och familjen bracksteklar. Inga underarter finns listade i Catalogue of Life.